# Palacio de los Gobernadores (Togo)

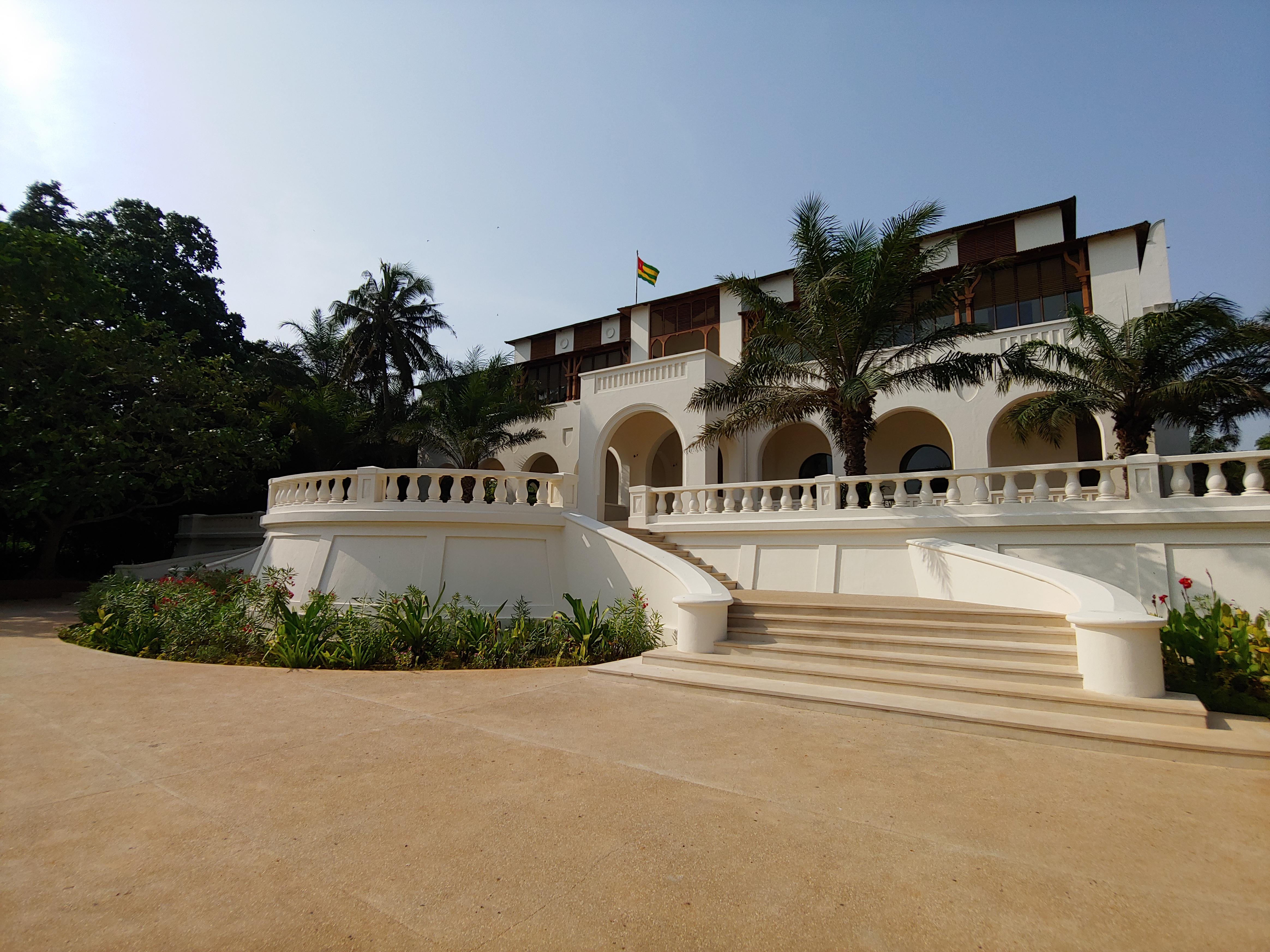
Palacio de los Gobernadores en 2019.

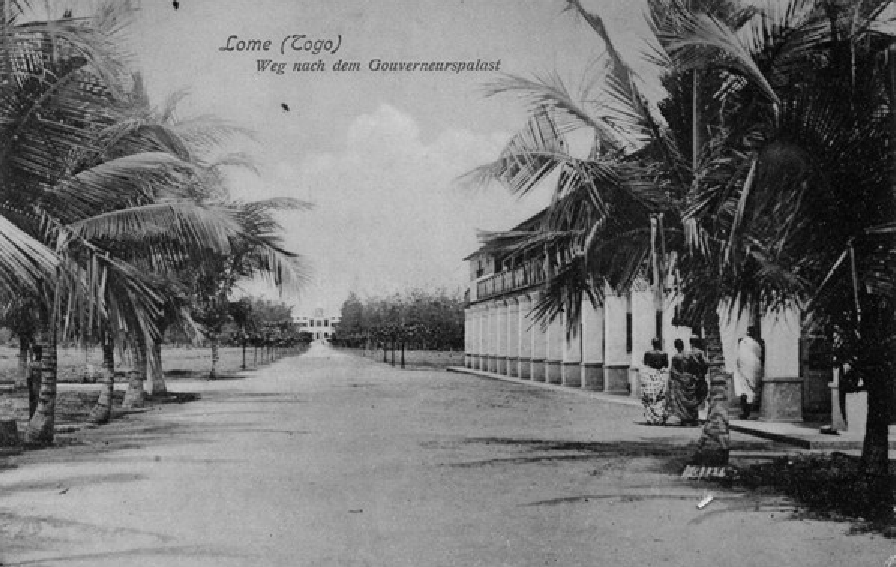
Calle de la capital Lomé en 1904, al fondo la entrada al Palacio de los Gobernadores.

El Palacio de los Gobernadores (en francés: Palais des Gouverneurs) es la antigua residencia oficial del Presidente de Togo y la residencia del Primer Ministro desde 1991. Se encuentra al norte de la ciudad de Lomé, la capital de la República Togolesa, junto a la residencia presidencial.
Este sitio fue inscrito en la Lista Tentativa del Patrimonio Mundial de la UNESCO el 8 de enero de 2002 en la categoría Cultural.

## Historia
El edificio fue diseñado por un equipo conjunto de arquitectos e ingenieros alemanes y togoleses y fue construido entre 1898 y 1905. El concepto original del edificio era construir un palacio que causara impresión desde largas distancias, como los barcos que llegaban al puerto de Lomé, cuya construcción fue iniciada por el gobernador August Köhler poco después de que Lomé se convirtiera en la capital de la colonia, una de las colonias alemanas más prósperas, en un esfuerzo por mostrar su poder y prestigio. Incluye ladrillos rojos, hierro, maderas locales y cemento. El edificio es típico de la arquitectura colonial alemana. Construido en un vasto parque, al que se accedía anteriormente por una puerta de dos colmillos de elefante de más de dos metros de largo, está rodeado de terrazas y posee un patio similar al del Palacio Real del Rey Toffa, en Benín. La planta baja albergaba anteriormente los servicios administrativos, mientras que las dependencias privadas de los gobernadores se encontraban en la primera planta. El palacio fue ampliado por las autoridades francesas a partir de 1914, ya que Togo fue cedido por Alemania tras la Primera Guerra Mundial. Después de la independencia de Togo en 1960, se convirtió en la sede de la presidencia hasta 1976, cuando se convirtió en residencia de invitados, y posteriormente en la sede del Primer Ministro en 1991, aunque ha sufrido algunos daños a causa de las tensiones políticas y sociales de 1991 en Togo.